# Por mujeres cómo tú
Por mujeres cómo tú es el nombre del octavo álbum de estudio del cantante mexicano Pepe Aguilar. Fue lanzado al mercado por la compañía discográfica Musart el 28 de julio de 1998.

## Lista de canciones
| N.º   | Título                                               | Escritor(es)          | Duración |  |
| 1.    | «Por mujeres cómo tú»                                | Fato                  | 4:23     |  |
| 2.    | «¿Quién entiende a las mujeres?»                     | Fato                  | 3:45     |  |
| 3.    | «Chaparrita consentida»                              | Manuel Eduardo Castro | 2:26     |  |
| 4.    | «El toro Serrano»                                    | Manuel Durán Durán    | 2:40     |  |
| 5.    | «Chata bonita»                                       | Manuel Eduardo Castro | 2:33     |  |
| 6.    | «Directo al corazón (Por unas monedas)»              | Fato                  | 3:21     |  |
| 7.    | «Me está llorando el corazón (Llora, llora corazón)» | Manuel Eduardo Castro | 3:36     |  |
| 8.    | «Baraja de oro»                                      | Ramón Ayala           | 2:50     |  |
| 9.    | «Almohada»                                           | Jorge Adán Torres     | 3:14     |  |
| 10.   | «Nomas tantito»                                      | Alberto Chávez        | 3:36     |  |
| 30:51 |                                                      |                       |          |  |

## Créditos
Créditos adaptados de Allmusic.
- Producción, Dirección General y teclados: Pepe Aguilar
- Ingeniero de Grabación, Mezcla y Mastering: Carlos Ceballos
- Arreglistas: Rigoberto Alfaro, Javier Carrillo	y Homero Patron
- Asistente de grabación: Alejandro Sánchez
- Fotografía: Adolfo Pérez Butrón
- Flauta: Francisco del Carmen y César Gómez